# Phyllacantha
Cet article concerne le sous-ordre de protistes. Pour le genre d’algues Phyllacantha Kütz. 1843, voir Cystoseira. Pour le genre de plantes Phyllacantha Hook.f. 1873, voir Phyllacanthus.
Sous-ordre
Les Phyllacantha sont un sous-ordre de radiolaires, de la classe des Acantharea et de l'ordre des Arthracanthida.

## Liste des familles et infra-ordres
Selon World Register of Marine Species (21 mars 2021) :
- infra-ordre des Stauracanthidae Schewiakoff, 1926
- famille des Dictyacanthidae Schewiakoff, 1926
- famille des Phyllostauridae Schewiakoff, 1926